# Château de Senonches
Le château de Senonches était un château situé à Senonches, dans le département français d'Eure-et-Loir, en région Centre-Val de Loire.

## Histoire
Un château existait depuis le XIe siècle. Un nouveau château est construit par Hugues II, seigneur de Châteauneuf-en-Thymerais à l'emplacement des ruines du château précédent, ainsi que les fortifications entourant le bourg.
Ces reconstructions restent visibles parallèlement à la rue de l’École (parc de la Pomme de Pin) et sous les remparts du château. Ce château est cité pour la première fois dans une charte du début du XIIe siècle, où Hugues II, seigneur de Châteauneuf-en-Thymerais, confirme aux moines de Saint-Père de Chartres un don concernant l’église de Senonches et ses revenus.
Le bourg fortifié de Senonches est entouré d'étangs et de forêts, il était une frontière naturelle entre la Beauce et le Perche ainsi qu'une frontière politique entre le duché de Normandie et le pays de France vers l'est. Il servait de ligne de défense en troisième position derrière Saint-Rémy-sur-Avre et Brezolles.
En rénovation depuis 2003, il héberge depuis juillet 2016 la maison thématique des forêts du Perche : la Forêt d'Histoires. Sa tour porche construite au XIIe siècle par Hugues II de Châteauneuf, en grison (pierre ferrugineuse typique de la région) est une curiosité à elle seule.

## Protection
Le château est en partie classé en tant que monument historique (donjon du XIIe de l'ancien château) et en partie inscrit (les deux corps de logis des XVIe et XVIIe siècles qui lui sont accolés à l'est du donjon).

Le château de Senonches
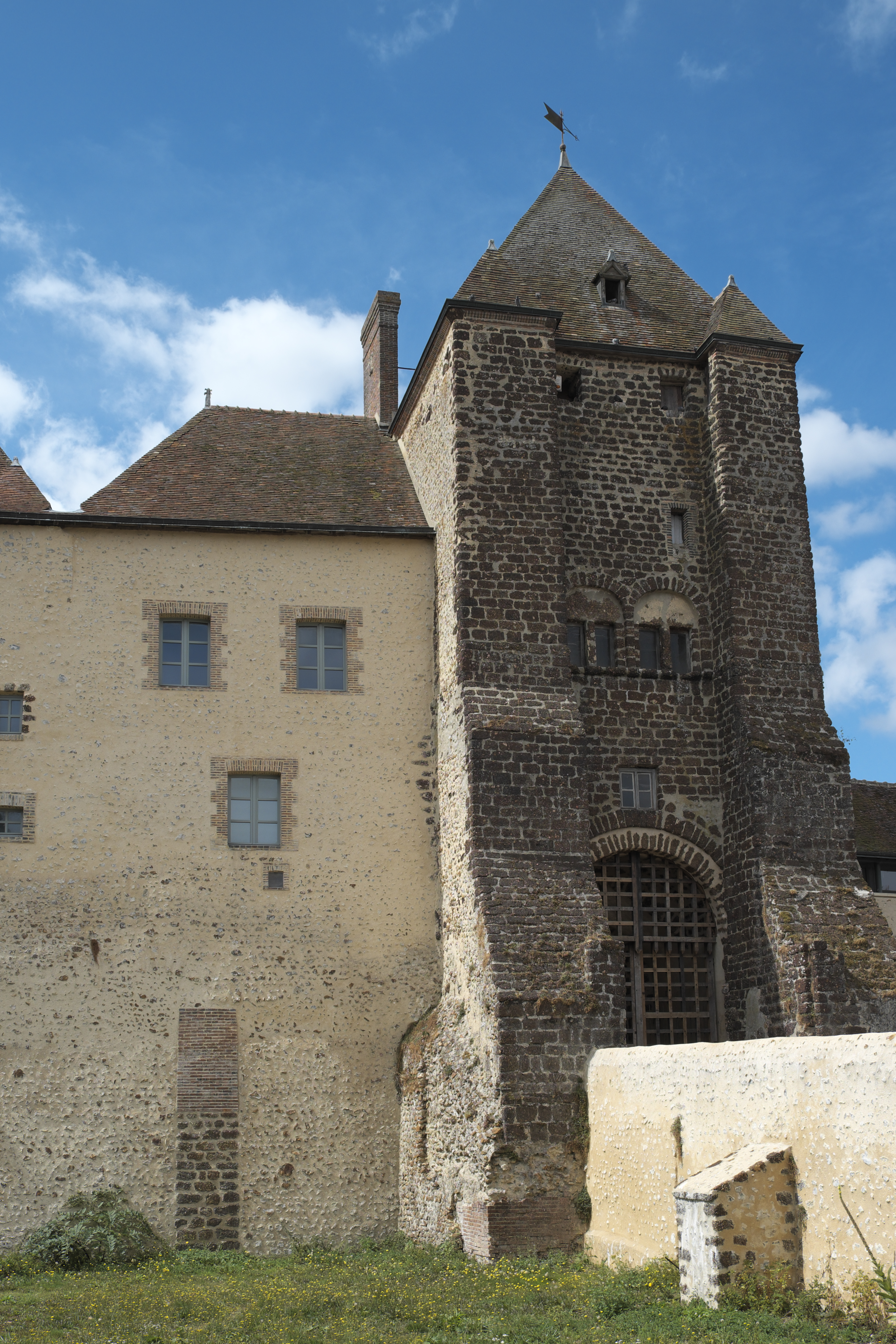
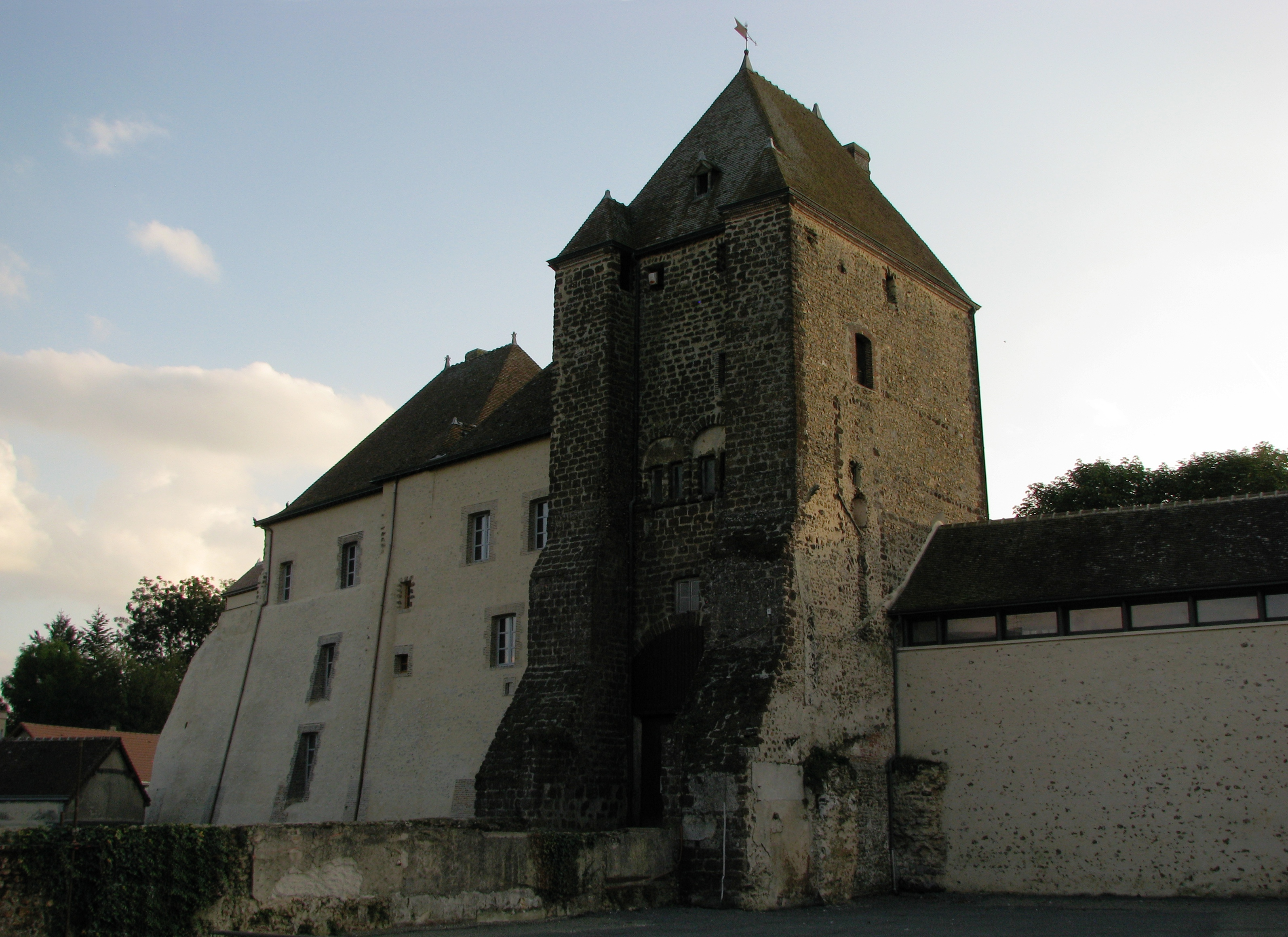
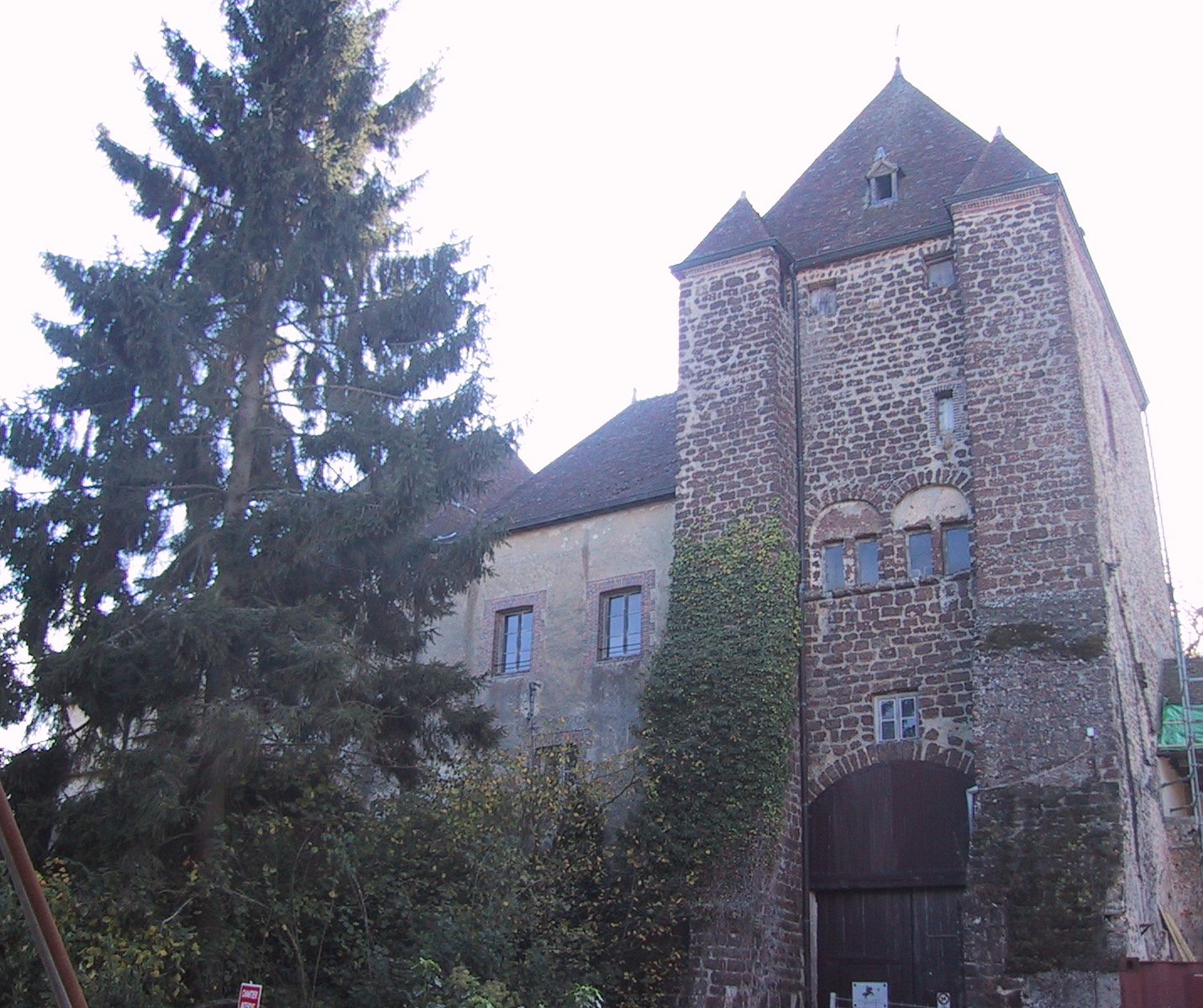
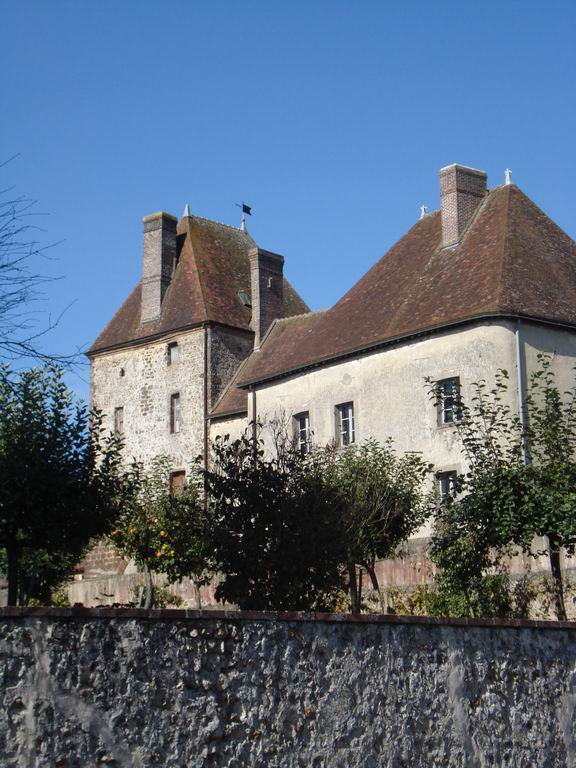
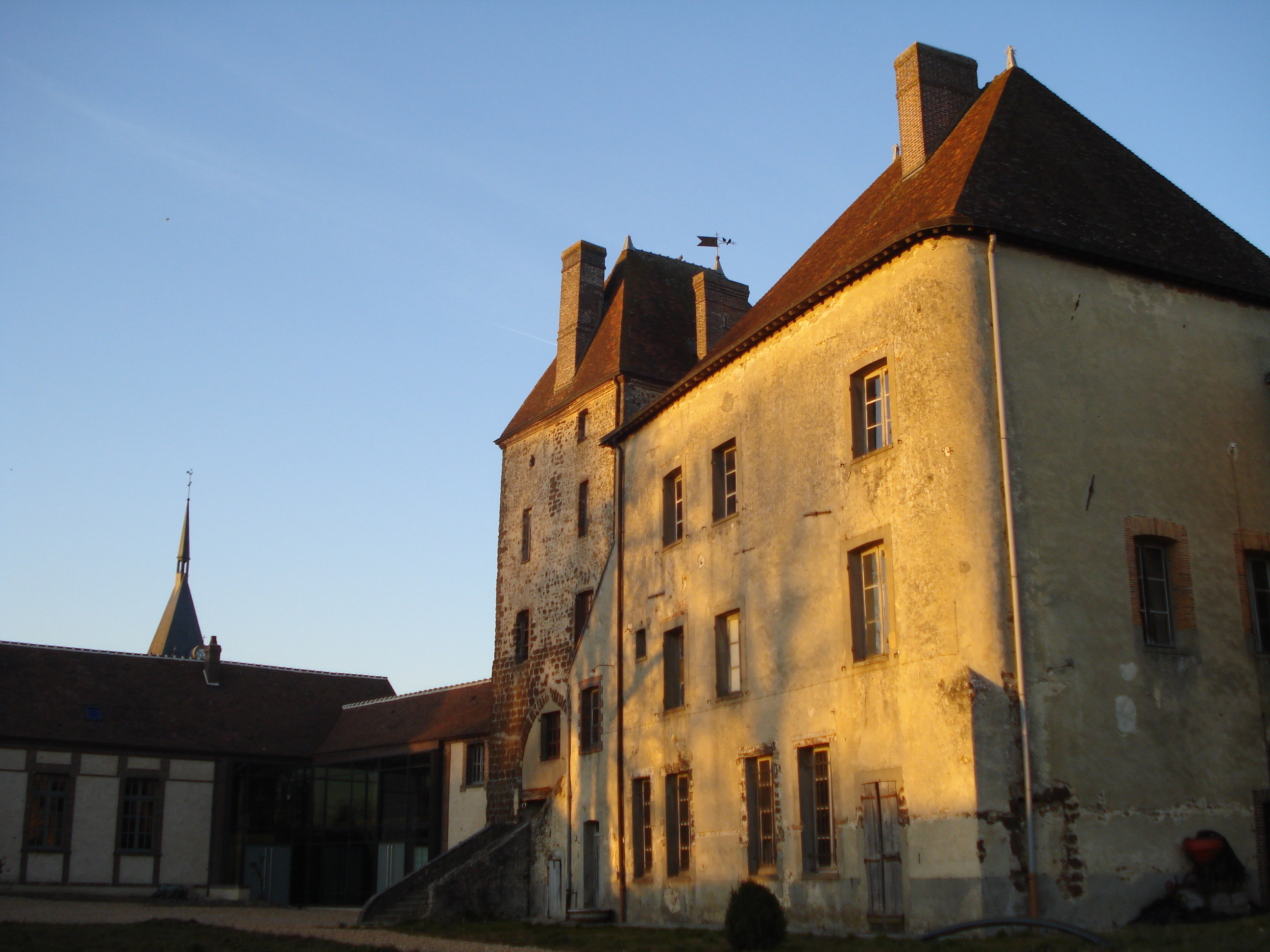